# Bärbel Vopel
Bärbel Vopel, geb. Haase (* 7. April 1943 in Apolda; † 28. März 2024) war eine deutsche Politikerin der CDU. Sie war Mitglied des Thüringer Landtags in der 2. Wahlperiode 1994–1999 und in der 3. Wahlperiode 1999–2004. 
Nach der mittleren Reife 1959 folgte ein berufspraktisches Jahr an der Frauenklinik Jena, anschließend eine Hebammenausbildung an der Medizinischen Fachschule Erfurt (ohne Staatsexamen). 
Nach Jahren als Mutter und Hausfrau wurde Vopel 1986 Verwaltungsangestellte im kirchlichen Dienst. 
Von 1990 bis 1994 war sie Kreistagspräsidentin im Landkreis Weimar, von November 1993 bis 1999 stellvertretende Kreisvorsitzende der CDU im Weimarer Land seit Juli 1994 Mitglied im Kreistag Weimar. 
Von 1994 bis 2004 war Vopel Mitglied des Thüringer Landtags.
Vopel lebte in Blankenhain. Sie war evangelisch, verheiratet und hatte drei Kinder.